# NGC 6178
NGC 6178 is een open sterrenhoop in het sterrenbeeld Schorpioen. Het hemelobject werd op 27 juli 1834 ontdekt door de Britse astronoom John Herschel.

## Synoniemen
- OCL 980
- ESO 276-SC6